# Powiat rohatyński
Powiat rohatyński – powiat województwa stanisławowskiego II Rzeczypospolitej. Jego siedzibą było miasto Rohatyn. 1 sierpnia 1934 dokonano nowego podziału powiatu na gminy wiejskie.

## Zmiany administracyjne
1 kwietnia 1933 od powiatu rohatyńskiego odłączono gminę jednostkową Dryszczów, włączając ją do powiatu podhajeckiego.
15 czerwca 1934 od powiatu rohatyńskiego odłączono gminę jednostkową Byszów, włączając ją do powiatu stanisławowskiego.

## Gminy wiejskie w 1934
- gmina Podkamień
- gmina Rohatyn
- gmina Puków
- gmina Knihynicze
- gmina Koniuszki
- gmina Lipica Dolna
- gmina Żurów
- gmina Bukaczowce
- gmina Bursztyn
- gmina Bołszowce
- gmina Konkolniki

## Miasta
- Bołszowce
- Bursztyn
- Rohatyn

## Starostowie
- Gustaw Janecki (-1939)[4][5]